# Neuvy (Loir i Cher)
Neuvy és un municipi francès, situat al departament del Loir i Cher i a la regió de Centre – Vall del Loira. L'any 2007 tenia 325 habitants.

## Demografia

### Població
El 2007 la població de fet de Neuvy era de 325 persones. Hi havia 127 famílies, de les quals 36 eren unipersonals (12 homes vivint sols i 24 dones vivint soles), 32 parelles sense fills, 47 parelles amb fills i 12 famílies monoparentals amb fills.
La població ha evolucionat segons el següent gràfic:
Habitants censats

### Habitatges
El 2007 hi havia 172 habitatges, 137 eren l'habitatge principal de la família, 26 eren segones residències i 9 estaven desocupats. 167 eren cases i 2 eren apartaments. Dels 137 habitatges principals, 107 estaven ocupats pels seus propietaris, 22 estaven llogats i ocupats pels llogaters i 9 estaven cedits a títol gratuït; 2 tenien una cambra, 11 en tenien dues, 38 en tenien tres, 32 en tenien quatre i 55 en tenien cinc o més. 100 habitatges disposaven pel capbaix d'una plaça de pàrquing. A 70 habitatges hi havia un automòbil i a 63 n'hi havia dos o més.

### Piràmide de població
La piràmide de població per edats i sexe el 2009 era:
| Homes | Edats   | Dones |
| ----- | ------- | ----- |
| 0     | 95 o +  | 4     |
| 0     | 90 a 94 | 4     |
| 4     | 85 a 89 | 4     |
| 0     | 80 a 84 | 0     |
| 0     | 75 a 79 | 12    |
| 16    | 70 a 74 | 12    |
| 8     | 65 a 69 | 12    |
| 8     | 60 a 64 | 4     |
| 16    | 55 a 59 | 0     |
| 4     | 50 a 54 | 8     |
| 8     | 45 a 49 | 8     |
| 12    | 40 a 44 | 8     |
| 8     | 35 a 39 | 12    |
| 12    | 30 a 34 | 20    |
| 12    | 25 a 29 | 0     |
| 12    | 20 a 24 | 4     |
| 4     | 15 a 19 | 12    |
| 0     | 10 a 14 | 12    |
| 16    | 5 a 9   | 4     |
| 4     | 0 a 4   | 8     |

## Economia
El 2007 la població en edat de treballar era de 206 persones, 160 eren actives i 46 eren inactives. De les 160 persones actives 148 estaven ocupades (84 homes i 64 dones) i 12 estaven aturades (5 homes i 7 dones). De les 46 persones inactives 16 estaven jubilades, 13 estaven estudiant i 17 estaven classificades com a «altres inactius».

### Ingressos
El 2009 a Neuvy hi havia 133 unitats fiscals que integraven 310 persones, la mediana anual d'ingressos fiscals per persona era de 16.940 €.

### Activitats econòmiques
Dels 15  establiments que hi havia el 2007, 2 eren d'empreses de fabricació d'altres productes industrials, 4 d'empreses de construcció, 2 d'empreses de transport, 1 d'una empresa financera, 3 d'empreses immobiliàries, 2 d'empreses de serveis i 1 d'una entitat de l'administració pública.
Dels 4 establiments de servei als particulars que hi havia el 2009, 2 eren guixaires pintors i 2 fusteries.
L'any 2000 a Neuvy hi havia 6 explotacions agrícoles.

## Equipaments sanitaris i escolars
El 2009 hi havia una escola elemental integrada dins d'un grup escolar amb les comunes properes formant una escola dispersa.

## Poblacions més properes
El següent diagrama mostra les poblacions més properes.